# Pteragogus taeniops
 Pteragogus taeniops és una espècie de peix de la família dels làbrids i de l'ordre dels perciformes.

## Morfologia
Els mascles poden assolir els 15 cm de longitud total.

## Distribució geogràfica
Es troba des de Zanzíbar (Tanzània) fins a Moçambic i Sud-àfrica.